# Maytenus boaria
Maytenus boaria là một loài thực vật có hoa trong họ Dây gối. Loài này được Molina mô tả khoa học đầu tiên năm 1782.

## Hình ảnh

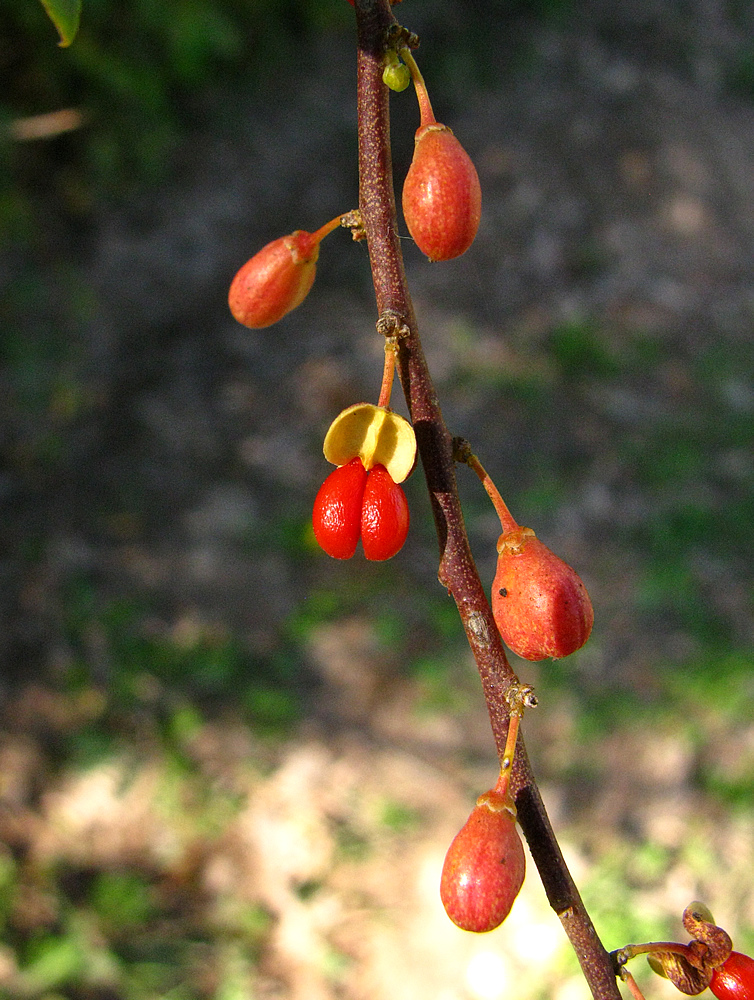
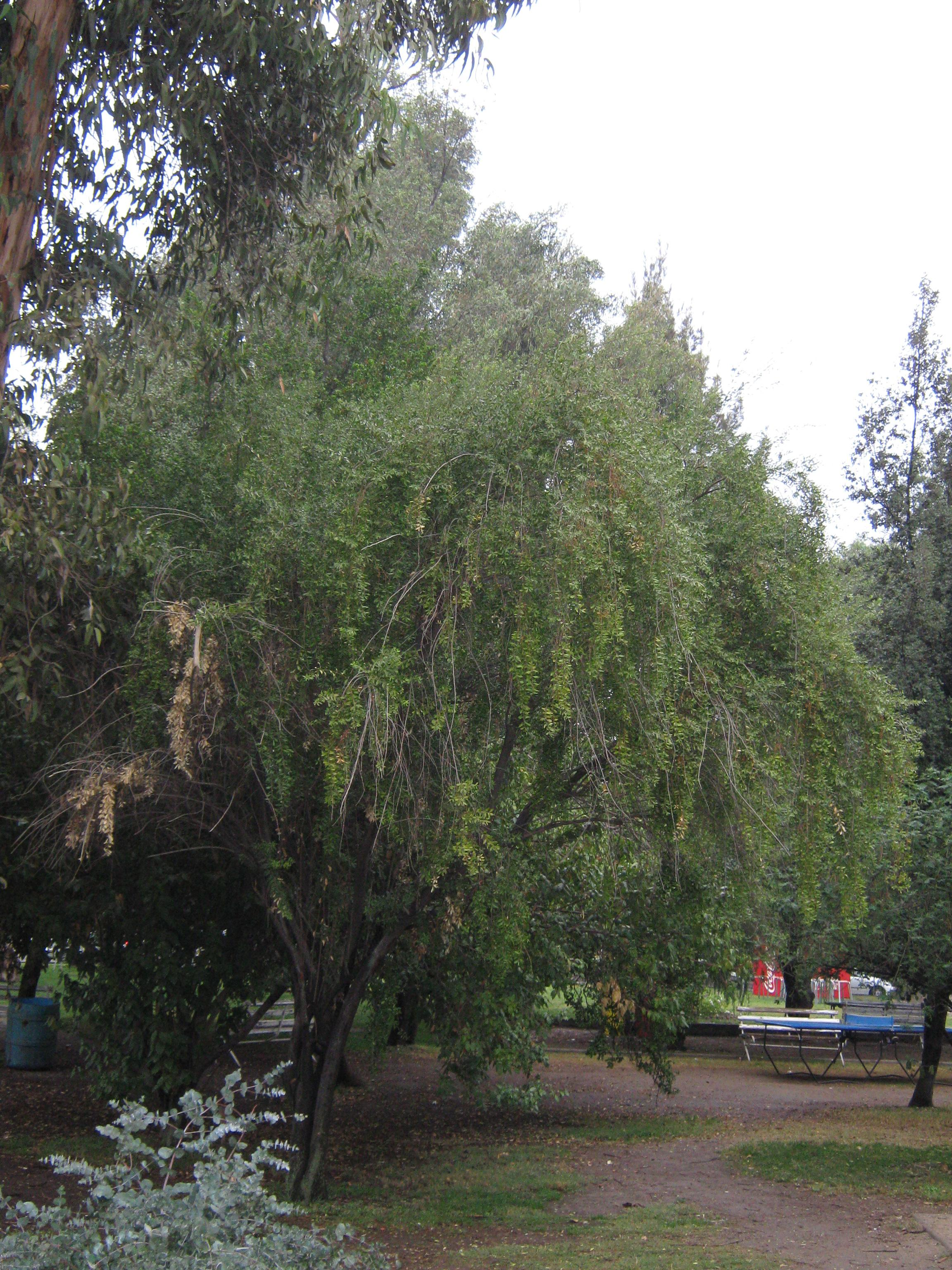